# Ken Tyrrell
Ken Tyrrell, (n. 3 mai 1924 – d. 25 august 2001) a fost un pilot de curse auto, fondator și proprietar al echipei de Formula 1 Tyrrell între 1970 și 1997.
1. 1 2  Ken Tyrrell, Encyclopædia Britannica Online, accesat în 9 octombrie 2017